# Place des Arzis
La place des Arzis (en wallon : So l's-Ẳrzis) est une place de la ville de Liège (Belgique) située dans le quartier de Sainte-Marguerite.

## Odonymie
Arzis est une déformation du mot wallon årzèye signifiant argile. Jadis, les habitants du quartier exploitaient des fosses à argile.

## Histoire
La place est créée en 1837 mais le lieu-dit Aux Arzis est déjà mentionné dès le XVIe siècle.

## Situation  et description
Cette petite place arborée d'une longueur d'environ 67 m et d'une largeur approximative de 15 m longe la rue Sainte-Marguerite dont elle est séparée par un mur à hauteur dégressive en moellons de pierre calcaire surmonté d'une grille. La place des Arzis est aussi l'aboutissement de la petite rue Wacheray. La place applique un sens unique de circulation automobile dans le sens Wacheray - Sainte-Marguerite et possède quelques emplacements de parking constitués entre les six érables que compte la place. La partie orientale de la place est pourvue d'un escalier de 17 marches rejoignant directement la rue Sainte-Marguerite. Les immeubles qui bordent la place des Arzis sont répertoriés comme faisant partie de la rue Sainte-Marguerite (du no 222 au no 276).

## Voies adjacentes
- Rue Sainte-Marguerite
- Rue Wacheray